# Magnes dusz
Magnes dusz – drugi album solowy Marka Torzewskiego, wydany 11 czerwca 2005 roku przez wydawnictwo muzyczne EMI Music Poland. Album zawiera 11 premierowych kompozycji, a pierwszym singlem promującym płytę został utwór „La Passion”, do którego nakręcono teledysk w reżyserii Izabeli Poniatowskiej.
Album uzyskał status złotej płyty.

## Lista utworów
Sporządzono na podstawie materiału źródłowego.
1. „Luna”
2. „My”
3. „Skrzyżowanie”
4. „Senza Di Te”
5. „Ciepła radość”
6. „Adagio”
7. „Aimer”
8. „Sen dla dwojga”
9. „Les Rois Du Monde”
10. „La Passion”
11. „Ma Vie”